# 守护术师菲兹
守护术师菲兹是Studio Bind制作的日本电视动画《無職轉生～到了異世界就拿出真本事～》的第二季第0集，由大野敏哉编剧，结付秤人导演，于2023年7月2日在TOKYO MX、SUN電視台、KBS京都和BS11播出。本集主要改编自轻小说《無職轉生～到了異世界就拿出真本事～》第三卷和第四卷的外传，故事聚焦于系列配角希露菲（茅野爱衣配音），讲述了她在转移灾害中意外降落阿斯拉王国后，与第二公主爱丽儿（上田丽奈配音）的羁绊。该集获评褒贬不一，评论家对其叙事方式、动画质量、角色发展的评价均呈两极。

## 剧情
本集主要改编自轻小说《無職轉生～到了異世界就拿出真本事～》第三卷外传“阿斯拉公主与奇迹天使”和第四卷外传“守护术师菲兹”。
一日，阿斯拉王国第二公主爱丽儿（上田丽奈配音）在王宫庭院里享用下午茶，向随从路克（兴津和幸配音）和德里克（山下诚一郎配音）表示，自己只是第二公主，没有继承王位的可能性。与此同时，转移灾害发生后，精灵希露菲（茅野爱衣配音）被传送到了王宫庭院上空，慌乱中使用魔法阻止了坠落，无意中杀死了袭击爱丽儿的魔物，随后头发由绿变白。后来希露菲在王宫的寝室中醒来，爱丽儿向其告知她的家乡已在转移灾害中被毁，为避免以“非法入侵”罪名被捕，希露菲接受了爱丽儿的请求，化名为“菲兹”成为她的护卫，爱丽儿则答应会帮忙找到她的家人和朋友。
第二天，爱丽儿在与路克的父亲皮勒蒙（寺杣昌纪配音）进行会议，途中爱丽儿的哥哥格拉维尔怀疑两人在进行密谈，随后对两人冷嘲热讽，事后格拉维尔开始怀疑希露菲的来历。后来爱丽儿帮忙化解了希露菲在失误中引起的麻烦，两人间的感情开始逐渐建立。次日，为提升人望，爱丽儿同意在王宫多处安插人手，同时告诉希露菲她目前只知道她的家人和朋友被分散到世界各地。爱丽儿得知希露菲失眠的事，邀请她晚上一同入睡。格拉维尔也于同日发现了爱丽儿安插人手的举动，怀疑她要发动政变，准备铲除爱丽儿。
当晚，爱丽儿得知希露菲经常做关于传送灾难的噩梦，爱丽儿吐露自己也在做关于那天的噩梦，梦中她被魔物袭击而死亡。爱丽儿希望希露菲能向她倾诉痛苦，因为作为救命恩人的希露菲已经成为了自己的依靠。深夜，格拉维尔安排的刺客试图暗杀两人，希露菲用精灵敏锐的听力发觉了刺客的到来，并在随后的战斗中保护了爱丽儿。次日，为了安全起见，爱丽儿接受皮勒蒙的建议暂时出国留学，她还解除了希露菲的职责，并为自己曾以“非法入侵”罪名威胁她做护卫、无法帮她找到家人和朋友而道歉。但希露菲凭自己的意愿决定继续跟随爱丽儿，因为她已经将爱丽儿视为自己的朋友。爱丽儿随即决定自己必将成为阿斯拉王国的国王，一行人随后踏上路途。

## 制作
本集由结付秤人执导，大野敏哉编剧，平野宏树、幸博コマヲ、平泽真制作分镜，田中彩、勝谷遙、二宮奈那子、瀧本賢兒、彭佩琦、荻尾圭太、以及飞鸿动画的哈魯、林夢贇、蓋担任作画监督。由于菲兹的身份是第二季剧情的核心，制作人大泽信博表示，制作组采用“第0集”的方式提前揭示菲兹的身份，来消除后续分集中菲兹身份的复杂性。为希露菲配音的茅野爱衣表示，与幼年时期的希露菲相比，她并没有大幅改变希露菲的声音，而是更注重描绘成长后的希露菲的决心，即以菲兹的身份女扮男装地生活下去。本集还使用了特殊的片尾曲——大原由衣子的Clover。
第二季的制作于2022年3月6日宣布。同年7月4日，第二季的宣传视频（PV）在美国洛杉矶举行的Anime Expo 2022上公开，随后发布至YouTube。2023年6月25日，前两集的先行放映活动在东京都TOHO电影院日比谷举行，放映结束后声优的舞台问候活动在ABEMA和YouTube上直播。6月30日，第0话的预告动画发布，由茅野爱衣作为旁白。

## 反响
该集于2023年7月2日在TOKYO MX、SUN電視台、KBS京都和BS11播出。动画新闻网的理查德·艾森拜斯表示，本集以一种奇怪的方式开启了新的一季，他后来指出该集与后续的分集有很大不同。Sportskeeda的普拉文·库马尔认为该集作为过渡集表现得非常完美。第一季的最后一集讲述了系列主角鲁迪乌斯在受到巨大打击后坚定意志，出发继续寻找他失踪的家人，而本集与其相比故事上有明显的转变，因此两集间的关联也被评论家所讨论：电击ONLINE的Ak表示，场景的突然转变让他庆幸自己能够“理清自己的感情”；动画新闻网的艾森拜斯则表示，这一集没能让观众重新回到这个系列中，他指出，由于第一季最后一集的情感高潮，让观众回到第二季的悬念正是鲁迪乌斯的下一步是什么，但第二季的首集却为讲述支线故事而回避了所有的悬念。Anime Corner的埃里克·希默尔黑伯则称赞该集把焦点放在希尔菲的故事上，并称这是自己从第一季开始就在期待的内容，但表示该集与同期的《时光代理人》第二季、《咒術迴戰》第二季、《殭屍100～在成為殭屍前要做的100件事～》、《不死少女的谋杀闹剧》相比并不出色。
动画制作方面，动画新闻网的艾森拜斯表示，虽然这一集看起来并不“糟糕”，但有一些场景的质量大幅下降，在评价后续的分集时，他表示本集之后的动画质量有明显提高。电击ONLINE的Ak则称该集的制作“相当豪华和用心”。But Why Tho?的特约作者查尔斯·哈特福德称本集的开篇“扣人心弦”，他表示让主角坠落中恢复意识来进入故事是一个“令人震惊”的设定，哈特福德还赞扬了该集的战斗场景，称其很好得体现了主角们遇到危险的时刻，并展现了希露菲的机智。4Gamer编辑部的maru也称赞了该集战斗场景的细节性。据ABEMA TIMES报导，片尾曲的歌声及其体现的情感也得到了观众的好评。Real Sound的Sunakujira（すなくじら）依此作为依据表示，关注“主人公成长”并非本作的唯一优点
希露菲的角色发展也受到了关注，电击ONLINE的Ak称本集解开了第一季中关于希露菲的谜团，Game Rant的指出，由于希露菲缺席了第一季的大部分时间，这一集对该角色而言非常重要。动画新闻网的艾森拜斯也持类似观点，并表示解开希露菲身上的谜团是展示她和卢迪乌斯分开后的成长的关键。根据Sportskeeda的报道，希露菲回归引起了整个粉丝圈的热议。CBR的布雷特·卡达罗表示，爱丽儿俏皮开放的态度对希尔菲产生了积极的影响，突然失去鲁迪乌斯对希尔菲来说并不是一段容易渡过的经历，因此她愿意留下来保护他的新朋友爱丽儿，也表明了她对爱丽儿的尊重和信任。Real Sound的Sunakujira也表示，最后三分钟的对话让人感受到了爱丽儿和希尔菲之间的纽带，让人感动不已。

### 争议
本集在日本以外播出的版本遭到自我审查，其中伽尼乌斯抚摸一名年轻女孩的场景被删改。亚洲以外地区的代理商Crunchyroll被指控审查该集，但Sportskeeda认为Crunchyroll并不会审查节目内容，而是工作室向海外代理商提供了经审查的版本。台湾木棉花则向版权方索取了原始版本。